# Л'Анунцијата (Фрозиноне)
Л'Анунцијата је насеље у Италији у округу Фрозиноне, региону Лацио.
Према процени из 2011. у насељу је живело 66 становника. Насеље се налази на надморској висини од 418 м.